# Bardatte
La bardatte est une spécialité culinaire bretonne, et plus précisément de la région de Nantes, qui s'apparente au chou farci. Ce plat traditionnel de fin des moissons était souvent consommé froid en guise de gamelle pour les paysans travaillant dans les champs.

## Étymologie
La bardatte doit son nom à la barde, la fine tranche de lard dont on l'entoure avant de la mettre en terrine.

## Composition
La bardatte est composée d'une paupiette de viande hachée de lapin ou de lièvre, relevée de fines herbes, mise en terrine, plongée dans du bouillon et cuite lentement au four. La bardatte se déguste traditionnellement avec des marrons et plus rarement des cailles rôties.